# Croker Island (ö i Australien)
Croker Island är en ö i Australien. Den ligger i kommunen West Arnhem och territoriet Northern Territory, omkring 230 kilometer nordost om territoriets huvudstad Darwin. Arean är 332 kvadratkilometer. Den sträcker sig 43,2 kilometer i nord-sydlig riktning, och 18,6 kilometer i öst-västlig riktning.
Trakten runt Croker Island är nära nog obefolkad, med mindre än två invånare per kvadratkilometer. Savannklimat råder i trakten. Genomsnittlig årsnederbörd är 1 311 millimeter. Den regnigaste månaden är januari, med i genomsnitt 397 mm nederbörd, och den torraste är juli, med 1 mm nederbörd.